# 沈愷
沈愷（1492年—1571年），字舜臣，號鳳峰，直隸松江府華亭縣人，民籍，明朝政治人物。賜進士出身。

## 生平
嘉靖七年（1528年）戊子科應天府鄉試第一百三十五名舉人。嘉靖八年（1529年）中式己丑科會試第七十八名，登第二甲第六十三名進士。初授刑部主事，升员外郎、郎中，十八年（1539年）出为宁波府知府，二十年调临江府，二十二年升湖广按察司副使、布政使司左参政，三十年以母老乞休归，三十一年正月以久病曠職，被勒令致仕。穆宗繼位，即家拜太僕寺卿致仕，又以册立皇太子，进阶资治少尹。隆庆五年卒，年八十。著有《環溪集》二十卷。

## 家族
曾祖沈思明，號月山；祖父沈文浩，號東樓，曾任壽官；父沈照，號慎斋；母陳氏。具庆下。兄泰、綬（监生）、弟鳴、悌、懷、忱。侧室夏氏生一子沈紹祖。三个女婿陸承芳、史傅、唐紹堯。